# MetaCrawler
MetaCrawler – wyszukiwarka internetowa opracowana w 1994 roku na University of Washington przez Erika Selberga. Pierwotnie była to metawyszukiwarka — łączyła wyniki wyszukiwania w sieci ze źródeł takich jak Google, Yahoo!, Bing (dawniej Live Search), Ask.com, About.com, MIVA, LookSmart i innych wyszukiwarek.
Metacrawler oszczędzał czas i nakład pracy użytkowników odpytując sześć wyszukiwarek jednocześnie. Następnie pobrał wszystkie zwrócone wyniki, weryfikował je eliminując martwe lub zmodyfikowane strony. Według publikacji MetaCrawler, średnio 14,88% wyników wyszukiwania było usuwanych ponieważ były "martwe". Po odfiltrowaniu wyników strony były ponownie ocenione na podstawie hasła zapytania. MetaCrawler zapewnił również użytkownikom możliwość wyszukiwania obrazów, filmów, wiadomości, biznesowych i osobistych książek telefonicznych, a przez pewien czas nawet audio.

## Historia
MetaCrawler został pierwotnie opracowany w 1994 roku na Uniwersytecie Waszyngtońskim przez doktoranta Erika Selberga i profesora Orena Etzioni jako projekt kwalifikacyjny doktora Erika Selberga.  Pierwotnie został stworzony w celu zapewnienia niezawodnej warstwy abstrakcji programom wyszukiwarek internetowych w celu badania struktury semantycznej w sieci WWW. Była to jednak usługa sama w sobie użyteczna i wiązała się z wieloma wyzwaniami badawczymi. MetaCrawler nie był jednak pierwszą metawyszukiwarką — wyprzedził ją SavvySearch, opracowanego na Uniwersytecie Stanowym Kolorado, choć uruchomiony został zaledwie cztery miesiące przed MetaCrawlerem. MetaCrawler jako usługa został uruchomiony 7 lipca 1995.
Pod koniec 1995 roku MetaCrawler oferował dostęp do sześciu usług: Galaxy, InfoSeek, Lycos, Open Text, WebCrawler i Yahoo.
Właściciele MetaCrawlera nie byli w stanie określić rozsądnego modelu biznesowego, więc w styczniu 1997 roku sprzedali go startupowi internetowemu Go2Net[niewiarygodne źródło?], którego zainwestował później współzałożyciel Microsoftu Paul Allen 54 procent udziałów. Go2Net wszedł na giełdę Nasdaq w kwietniu 1997.  
W 2000 roku MetaCralwer wraz z Go2Net został przejęty przez InfoSpace. W 2014 roku MetaCrawler został połączony z inną wyszukiwarką InfoSpace, Zoo.com, która została pierwotnie uruchomiona w 2006 roku.  Domena MetaCrawler początkowo przekierowywała do Zoo.com, ale później została zmieniona na przekierowanie do msxml.excite.com, strony wyszukiwania Excite, również obsługiwanej przez InfoSpace.
W lipcu 2016 roku InfoSpace został sprzedany przez Blucora (pod taką nazwą od 2012 działała firma posiadająca InfoSpace) firmie OpenMail za 45 milionów dolarów, dzięki czemu MetaCrawler stał się własnością OpenMail.  OpenMail został później przemianowany na System1.
W 2017 roku MetaCrawler został ponownie uruchomiony jako osobna wyszukiwarka.

## Statystyki
Pod koniec 1995 roku MetaCrawler rejestrował ponad 7 000 zapytań tygodniowo.  Pod koniec 1996 r. było ponad 150 000 zapytań dziennie. Na początku 1997 roku MetaCrawler miał około 30 000 odwiedzających dziennie, ale w połowie 1998 roku skoczył do 275 000.